# Liga Nacional de Nueva Zelanda 2025
La Men's National League 2025, conocida también como «Dettol Men's National League» por motivos de patrocinio, es la quinta edición de la New Zealand National League, máxima categoría del fútbol profesional de Nueva Zelanda desde su reestructura en 2021. La temporada comenzó el 15 de marzo de 2025 y terminará en diciembre de 2025.

## Formato
La Liga Nacional de Nueva Zelanda es un torneo organizado y regulado por la Asociación de Fútbol de Nueva Zelanda. La competición se disputa anualmente, desde marzo hasta diciembre del mismo año, y consta de tres fases; ligas regionales, liga nacional y gran final.
La primera fase está dividida en tres conferencias: la Liga Norte —Northern League—, compuesta por doce equipos del ámbito de Auckland; la Liga Central —Central League—, con diez equipos del área de Wellington; y la Liga Sur —Southern League—, con diez clubes de la Isla Sur. Los equipos de cada liga se enfrentan todos contra todos en dos ocasiones —una en campo propio y otra en campo contrario—, en un orden establecido antes de empezar la competición. Al término de esta etapa, los líderes de cada liga se proclaman campeones regionales y se establece un sistema de clasificación para la siguiente ronda.
La segunda fase, conocida como Liga Nacional —National League—, está formada por once clubes: los cuatro mejores de la Liga Norte, los tres mejores de la Liga Central, los dos mejores de la Liga Sur, además de los clubes Auckland FC Reserves y Wellington Phoenix Reserves —filiales de Auckland FC y Wellington Phoenix, las franquicias de la liga australiana— como equipo invitado. En esta ronda los once equipos se enfrentan todos contra todos en una sola ocasión, hasta disputar 10 jornadas. Los dos mejores clasificados disputarán una final a partida único, conocida como Gran Final —Grand Final—, de la que saldrá el campeón neozelandés de la temporada.
La clasificación final se establece con arreglo a los puntos totales de cada equipo al finalizar el campeonato. Los equipos obtienen tres puntos por cada partido ganado, un punto por cada empate y ningún punto por los partidos perdidos. Los dos primeros clasificados de la Liga Nacional obtienen una plaza en la Liga de Campeones de la OFC. 
Por otro lado, hay un modelo de ascensos y descensos por el que pierden la categoría los dos últimos de la Liga Norte, el último de la Liga Central y el último de la Liga Sur, siendo reemplazados por los campeones de sus correspondientes divisiones inferiores. Las cuestiones de justicia deportiva son competencia de la Asociación de Fútbol de Nueva Zelanda.

## Ligas regionales

### Liga Norte

#### Equipos participantes
| Club                 | Ciudad                     | Estadio              |
| -------------------- | -------------------------- | -------------------- |
| Auckland City        | Auckland (Sandringham)     | Kiwitea Street       |
| Auckland FC Reserves | Auckland (Whenuapai)       | Fred Taylor Park     |
| Auckland United      | Auckland (Mount Roskill)   | Keith Hay Park       |
| Bay Olympic          | Auckland (New Lynn)        | Olympic Park         |
| Birkenhead United    | Auckland (Beach Haven)     | Shepherds Park       |
| East Coast Bays      | Auckland (North Shore)     | Bay City Park        |
| Eastern Suburbs      | Auckland (Kohimarama)      | Madills Farm Reserve |
| Fencibles United     | Auckland (Pakuranga)       | Riverhills Domain    |
| Manurewa             | Auckland (Manurewa)        | War Memorial Park    |
| Tauranga City        | Tauranga (Mount Maunganui) | Links Avenue Reserve |
| West Coast Rangers   | Auckland (Whenuapai)       | Fred Taylor Park     |
| Western Springs      | Auckland (Westmere)        | Seddon Fields        |

### Clasificación
| Pos. | Equipo               | Pts. | PJ | G  | E | P  | GF | GC | Dif. | Clasificación o descenso 2025                   |
| ---- | -------------------- | ---- | -- | -- | - | -- | -- | -- | ---- | ----------------------------------------------- |
| 1    | Western Springs      | 41   | 20 | 13 | 2 | 5  | 41 | 26 | +15  | Campeón regional y clasifica a la Liga Nacional |
| 2    | Birkenhead United    | 40   | 20 | 12 | 4 | 4  | 53 | 29 | +24  | Clasifica a la Liga Nacional                    |
| 3    | Auckland United      | 36   | 20 | 11 | 3 | 6  | 43 | 29 | +14  | Clasifica a la Liga Nacional                    |
| 4    | Eastern Suburbs      | 36   | 19 | 11 | 3 | 5  | 30 | 23 | +7   | Clasifica a la Liga Nacional                    |
| 5    | Auckland City        | 33   | 19 | 10 | 3 | 6  | 29 | 21 | +8   |                                                 |
| 6    | East Coast Bays      | 33   | 20 | 9  | 6 | 5  | 31 | 25 | +6   |                                                 |
| 7    | Tauranga City        | 28   | 20 | 9  | 1 | 10 | 36 | 32 | +4   |                                                 |
| 8    | Bay Olympic          | 23   | 20 | 6  | 5 | 9  | 24 | 33 | −9   |                                                 |
| 9    | Auckland FC Reserves | 21   | 20 | 6  | 3 | 11 | 29 | 33 | −4   | Clasifica a la Liga Nacional                    |
| 10   | Fencibles United     | 17   | 20 | 4  | 5 | 11 | 33 | 46 | −13  |                                                 |
| 11   | West Coast Rangers   | 14   | 20 | 3  | 5 | 12 | 26 | 45 | −19  | Descenso a NRFL Championship                    |
| 12   | Manurewa             | 14   | 20 | 4  | 2 | 14 | 21 | 54 | −33  | Descenso a NRFL Championship                    |

Actualizado a los partidos jugados el 16 de agosto de 2025.
 Fuente: BeSoccer
Criterios de clasificación: Puntos · Enfrentamientos directos · Diferencia de goles · Goles a favor · Puntos fair-play · Play-off.
Notas:
1. ↑  Auckland FC Reserves es invitado de forma automática a la fase nacional y se encuentra exento del descenso de categoría debido a los requerimientos de la A-League.[3]

### Liga Central

#### Equipos participantes
| Club                        | Ciudad                    | Estadio               |
| --------------------------- | ------------------------- | --------------------- |
| Island Bay United           | Wellington (Island Bay)   | Wakefield Park        |
| Miramar Rangers             | Wellington (Miramar)      | David Farrington Park |
| Napier City Rovers          | Napier                    | Bluewater Stadium     |
| North Wellington            | Wellington (Johnsonville) | Alex Moore Park       |
| Petone                      | Lower Hutt (Petone)       | Memorial Park         |
| Upper Hutt City             | Upper Hutt                | Maidstone Park        |
| Waterside Karori            | Wellington (Karori)       | Karori Park           |
| Wellington Olympic          | Wellington (Island Bay)   | Wakefield Park        |
| Wellington Phoenix Reserves | Lower Hutt (Taitā)        | Fraser Park           |
| Western Suburbs             | Porirua                   | Endeavour Park        |

#### Clasificación
| Pos. | Equipo                      | Pts. | PJ | G  | E | P  | GF | GC | Dif. | Clasificación o descenso 2025                              |
| ---- | --------------------------- | ---- | -- | -- | - | -- | -- | -- | ---- | ---------------------------------------------------------- |
| 1    | Wellington Olympic          | 39   | 16 | 12 | 3 | 1  | 51 | 13 | +38  | Campeón regional y clasifica a la Liga Nacional            |
| 2    | Miramar Rangers             | 35   | 16 | 11 | 2 | 3  | 43 | 19 | +24  | Clasifica a la Liga Nacional                               |
| 3    | Western Suburbs             | 30   | 16 | 9  | 3 | 4  | 54 | 24 | +30  | Clasifica a la Liga Nacional                               |
| 4    | Napier City Rovers          | 25   | 16 | 7  | 4 | 5  | 40 | 22 | +18  |                                                            |
| 5    | Wellington Phoenix Reserves | 25   | 16 | 7  | 4 | 5  | 35 | 24 | +11  | Clasifica a la Liga Nacional                               |
| 6    | Petone                      | 18   | 16 | 5  | 3 | 8  | 39 | 37 | +2   |                                                            |
| 7    | Waterside Karori            | 16   | 16 | 4  | 4 | 8  | 28 | 55 | −27  |                                                            |
| 8    | Upper Hutt City             | 13   | 16 | 3  | 4 | 9  | 19 | 46 | −27  |                                                            |
| 9    | Island Bay United           | 12   | 16 | 3  | 3 | 10 | 22 | 51 | −29  |                                                            |
| 10   | North Wellington            | 10   | 16 | 2  | 4 | 10 | 26 | 46 | −20  | Descenso a Liga Nelson Premier, Canterbury o FootballSouth |

Actualizado a los partidos jugados el 10 de agosto de 2025.
 Fuente: BeSoccer
Criterios de clasificación: Puntos · Enfrentamientos directos · Diferencia de goles · Goles a favor · Puntos fair-play · Play-off.
Notas:
1. ↑  Wellington Phoenix Reserves es invitado de forma automática a la fase nacional y se encuentra exento del descenso de categoría debido a los requerimientos de la A-League.[3]

### Liga Sur

#### Equipos participantes
| Club                      | Ciudad                    | Estadio                      |
| ------------------------- | ------------------------- | ---------------------------- |
| Cashmere Technical        | Christchurch (Woolston)   | Garrick Memorial Park        |
| Christchurch United       | Christchurch (Spreydon)   | Christchurch Football Centre |
| Coastal Spirit            | Christchurch (Linwood)    | Tāne Norton Park             |
| Dunedin City Royals       | Dunedin                   | Tahuna Park                  |
| Ferrymead Bays            | Christchurch (Ferrymead)  | Ferrymead Park               |
| Nelson Suburbs            | Nelson                    | Óvalo de Saxton              |
| Nomads United             | Christchurch (Casebruck)  | Tulett Park                  |
| Selwyn United             | Rolleston                 | Foster Park                  |
| Universidad de Canterbury | Christchurch (St. Albans) | English Park                 |
| Wānaka                    | Wānaka                    | Recreation Centre            |

#### Clasificación
| Pos. | Equipo                    | Pts. | PJ | G  | E | P  | GF | GC | Dif. | Clasificación o descenso 2025                   |
| ---- | ------------------------- | ---- | -- | -- | - | -- | -- | -- | ---- | ----------------------------------------------- |
| 1    | Coastal Spirit            | 36   | 16 | 12 | 0 | 4  | 52 | 21 | +31  | Campeón regional y clasifica a la Liga Nacional |
| 2    | Cashmere Technical        | 35   | 16 | 11 | 2 | 3  | 52 | 26 | +26  |                                                 |
| 3    | Christchurch United       | 34   | 15 | 10 | 4 | 1  | 55 | 21 | +34  |                                                 |
| 4    | Nomads United             | 27   | 16 | 8  | 3 | 5  | 41 | 31 | +10  |                                                 |
| 5    | Nelson Suburbs            | 23   | 14 | 7  | 2 | 5  | 30 | 18 | +12  |                                                 |
| 6    | Ferrymead Bays            | 22   | 16 | 6  | 4 | 6  | 29 | 30 | −1   |                                                 |
| 7    | Dunedin City Royals       | 19   | 15 | 5  | 4 | 6  | 27 | 27 | 0    |                                                 |
| 8    | Wānaka                    | 15   | 14 | 5  | 0 | 9  | 21 | 38 | −17  |                                                 |
| 9    | Universidad de Canterbury | 5    | 16 | 1  | 2 | 13 | 20 | 72 | −52  |                                                 |
| 10   | Selwyn United             | 3    | 16 | 0  | 3 | 13 | 17 | 70 | −53  | Descenso a NRFL Championship                    |

Actualizado a los partidos jugados el 16 de agosto de 2025.
 Fuente: BeSoccer
Criterios de clasificación: Puntos · Enfrentamientos directos · Diferencia de goles · Goles a favor · Puntos fair-play · Play-off.

## Liga nacional

### Equipos participantes
| Club                        | Ciudad                  | Estadio               | Procedencia              |
| --------------------------- | ----------------------- | --------------------- | ------------------------ |
| Auckland FC Reserves        | Auckland (Whenuapai)    | Fred Taylor Park      | Invitado filial A-League |
| Miramar Rangers             | Wellington (Miramar)    | David Farrington Park | 1º/2º/3º Liga Central    |
| Wellington Olympic          | Wellington (Island Bay) | Wakefield Park        | 1º/2º Liga Central       |
| Wellington Phoenix Reserves | Lower Hutt (Taitā)      | Fraser Park           | Invitado filial A-League |